# Daisy (talboksstandard)
Daisy (av digitalt anpassat informationssystem, engelska: digital accessible information system) är en internationell standard för digitala talböcker. Syftet med formatet är att göra tryckt text tillgänglig på ett så användarvänligt sätt som möjligt för personer med läsnedsättning, exempelvis synskada och dyslexi. Daisyformatet går att tillämpa på alla typer av text. I daisy struktureras ljud, text och bild på ett sätt som gör det möjligt att söka utan kronologi. Till skillnad från exempelvis talböcker på kassettband och de kommersiella ljudböckerna lämpar sig därför detta format även för navigering i uppslagsverk och andra typer av böcker i vilka det är nödvändigt att kunna "bläddra" snabbt.
För att låna daisyböcker på bibliotek gäller vanligen lånereglerna för talbok.

## Om tekniken
En daisybok består av flera olika typer av filer som tillsammans gör det möjligt att hantera talboken som om den var en vanlig, tryckt bok: Man kan bläddra i den, söka med hjälp av register, innehållsförteckningar, sidnummer, sätta bokmärken m.m. För att utnyttja funktionerna krävs en särskild spelare eller en dator med daisyprogramvara. En talbok laddas vanligtvis ner via bibliotek från det digitala biblioteket Legimus men kan också lagras på CD-ROM Det finns över 100 000 talböcker.
Daisyformatets ljudfiler är i MP3-format. Alla daisyböcker går dock inte att spela på en vanlig MP3-spelare eftersom ljudfilerna inte alltid ligger i rätt ordning för detta. Böcker som producerats från och med februari 2002 ska dock vara möjliga att spela i en MP3-spelare.
Daisy bygger på olika standarder för elektronisk publicering som är framtagna av World Wide Web Consortium. Idag (februari 2008) används huvudsakligen två daisyspecifikationer. DAISY 2.02, baserad på XHTML och SMIL, stöds av de flesta daisyspelare och läsverktyg som finns på marknaden. DAISY 3 eller ANSI/NISO Z.39.86 -2005,  baseras huvudsakligen på XML.

## Historia
Initiativet till framtagningen av daisyformatet togs av svenska Talboks- och punktskriftsbiblioteket (nuvarande Myndigheten för tillgängliga medier) 1988. Med hjälp av statliga anslag kunde man 1993 ge Labyrinten Data AB uppdraget att utveckla mjukvaran. Den första prototypen presenterades i Wien i september 1994 på International Conference on Computers Helping People with Special Needs (ICCHP). Projektet väckte stort intresse på den internationella arenan och 1996 bildades DAISY Consortium, som fick i uppdrag att:
- Etablera daisyformatet som standard för digitala talböcker för personer med läsnedsättning och för kommersiella ljudböcker.
- Leda projektet, utveckla lämpliga verktyg och system och att marknadsföra konceptet.
- Handha användandet och licensieringen av daisykonceptet för att maximera nyttan för personer med  läsnedsättning.

Konsortiet består av bibliotek, högskolor, funktionshindersorganisationer och tillverkande företag från hela världen.